# Unexist
Unexist (rodno ime Francesco Iapicca) je talijanski producent i DJ.
Unexist diše i živi u stilu hardcorea. On to u svojim riječima naziva "oslobađanjem brutalnosti".
"Hardcore iz mene oslobađa moju ljutnju, bol i agresiju. To je ovisnost koja nikada ne će nestati."
Francesco uvijek radi stvarajući tako svoj karakteristični "Unexist-zvuk". Poznat je i pod nadimkom DJ Jappo, i zajedno s DJ Lancinhouseom, producirao je veliki hit "EXLXAXL" koji je objavljen na ploči The Real Motherfuckers E.P. Tako je Industrial Strength Records pretvorio u uspješnu tvrtku. Producirao je i svirao je zajedno s DJ fenomenima kao što su Lenny Dee, The Horrorist, DJ Promo i Manu Le Malin.
Kada se preselio u New York na godinu, Unexist se pojavio u scratch-sceni. Danas je jedan od ponajboljih scratch-majstora koje poznajemo u hardcore sceni.
Unexist je 1994. započeo svoju DJ djelatnost u klubu "Club #1". Nastupao je na događajima: Evolution (Švicarska), CBGB’s (New York), Multigroove, Hardcore Ressurection i Thunderdome. Također nastupa zajedno s DJ Starscreamom, članom poznatog heavy metal sastava Slipknot. 2010. postao je članom Traxtorm Recordsa.

## Vanjske poveznice
- MySpace stranica
- Diskografija
- Unexist na Traxtormu  Arhivirana inačica izvorne stranice od 23. svibnja 2010. (Wayback Machine)